# Halvenktapur, Raichur
Halvenktapur là một làng thuộc tehsil Raichur, huyện Raichur, bang Karnataka, Ấn Độ.